# NGC 169
NGC 169는 안드로메다자리에 위치한 막대나선은하이다. 1857년 9월 18일 R. J. Mitchell에 의해 발견 되었다.
NGC 169는 작은 위성 은하 NGC 169A를 가지고 있다. 이 둘은 미국 천문학자 할튼 아르프(Halton Arp)의 특이 은하 목록에 포함되어있다.